# Agarovići
Agarovići (cyr. Агаровићи) – wieś w Bośni i Hercegowinie, w Republice Serbskiej, w gminie Rogatica. W 2013 roku liczyła 48 mieszkańców.